# L'albero degli zoccoli
L'albero degli zoccoli ('De klompenboom') is een Italiaanse dramafilm uit 1978 onder regie van Ermanno Olmi.

## Verhaal
Eind 19e eeuw leven enkele arme Lombardische boerengezinnen op het land van een rijke grootgrondbezitter, aan wie ze twee derde van hun oogst moeten afstaan. Als een kind in een van de pachtersgezinnen begaafd blijkt te zijn, besluiten zijn ouders hem naar school te sturen. Maar wanneer de vader van dit kind ten slotte een boom omhakt om er voor hem nieuwe klompen uit te snijden, komt de landeigenaar hierachter en moet het gezin zijn land verlaten.

## Rolverdeling
| Acteur                | Personage         |
| --------------------- | ----------------- |
| Luigi Ornaghi         | Batisti           |
| Francesca Moriggi     | Batistina         |
| Omar Brignoli         | Minec             |
| Antonio Ferrari       | Tuni              |
| Teresa Brescianini    | Weduwe Runk       |
| Giuseppe Brignoli     | Anselmo           |
| Carlo Rota            | Peppino           |
| Pasqualina Brolis     | Teresina          |
| Massimo Fratus        | Pierino           |
| Francesca Villa       | Annetta           |
| Maria Grazia Caroli   | Bettina           |
| Battista Trevaini     | Finard            |
| Giuseppina Langalelli | Vrouw van Finard  |
| Lorenzo Pedroni       | Grootvader Finard |
| Felice Cervi          | Ustì              |
| Pierangelo Bertoli    | Secondo           |
| Brunella Migliaccio   | Olga              |
| Giacomo Cavalleri     | Brena             |
| Lorenza Frigeni       | Vrouw van Brena   |
| Lucia Pezzoli         | Maddalena         |
| Franco Pilenga        | Stefano           |
| Guglielmo Badoni      | Vader             |
| Laura Lecatelli       | Moeder            |
| Carmelo Silva         | Don Carlo         |
| Mario Brignoli        | Baas              |
| Emilio Pedroni        | Boer              |
| Vittorio Capelli      | Fritz             |
| Francesca Bassurini   | Luca Maria        |
| Lina Ricci            | Vrouw             |

## Prijzen en nominaties
| Jaar | Prijs                   | Categorie   | Genomineerde(n) | Uitslag  |
| ---- | ----------------------- | ----------- | --------------- | -------- |
| 1978 | Filmfestival van Cannes | Gouden Palm | Ermanno Olmi    | Gewonnen |